# 劳拉·贝蒂
劳拉·贝蒂（1927年5月1日—2004年7月31日），意大利女演员，知名于费里尼、帕索里尼和贝托鲁奇的电影。
劳拉生于博洛尼亚，一开始作爵士歌手。她出演的第一部影片是费里尼的《甜蜜的生活》。1963年成为诗人兼导演帕索里尼的密友，后者死后她还为他拍了一部纪录片。在帕索里尼的指导下她的表演天赋开始显露，出演了《La ricotta》(1963)和《定理》(1968)等片。1976年出演了贝纳多·贝托鲁奇的《1900》。1960年代后更多的把精力放在文学和政治上。